# Tom Egeland
Tom Egeland (Oslo, 8 luglio 1959) è uno scrittore norvegese.

## Biografia
Nato a Oslo nel 1959, prima d'esordire nella narrativa ha lavorato come giornalista per il settimanale Vi Menn e per il quotidiano Aftenposten ed è stato caporedattore delle notizie per l'emittente televisiva TV 2.
Ha esordito nel 1988 con Stien mot fortiden e da allora ha pubblicato svariati romanzi thriller e opere per ragazzi ottenendo fama internazionale con la serie Bjorn Beltø tradotta in 24 lingue.
Nel 2009 il suo romanzo Lucifers evangelium è stato insignito del Premio Riverton.
Il cerchio si chiude, prima indagine dell'archeologo Bjorn Beltø, ha in parte anticipato alcune delle tematiche poi utilizzate dallo scrittore Dan Brown nelle sue opere.

## Opere

### Serie Bjorn Beltø
- Il cerchio si chiude (Sirkelens ende, 2001), Milano, Bompiani, 2005 traduzione di Margherita Podesta Heir ISBN 88-452-3494-0.
- Paktens voktere (2007)
- Lucifers evangelium (2009)
- Nostradamus Testamente (2012)
- Den 13. disippel (2014)
- Djevelmasken (2016)
- Lasarusseffekten (2017)
- Codex (2018)
- Sølvmyntene (2021)

### Altri romanzi
- Stien mot fortiden (1988)
- Skyggelandet (1993)
- Lo specchio dell'assassino (Trollspeilet, 1997), Milano, Bompiani, 2006 traduzione di Margherita Podesta Heir ISBN 978-88-452-5700-1.
- Åndebrettet (2004)
- La notte dei lupi (Ulvenatten, 2005), Milano, Bompiani, 2007 traduzione di Margherita Podesta Heir ISBN 978-88-452-5890-9.
- Fedrenes løgner (2010)

### Letteratura per ragazzi
- Piken i speilet (2007)
- Katakombens hemmelighet (2013)
- Skatten fra Miklagard (2014)
- Mumiens mysterium (2015)
- Den store spøkelsesboka (2015)

## Premi e riconoscimenti
- Premio Riverton: 2009 vincitore con Lucifers evangelium